# S/2021 J 6
S/2021 J 6 ist einer der kleinsten äußeren Monde des Planeten Jupiter.

## Entdeckung und Benennung
S/2021 J 6 wurde am 5. September 2021 durch ein Astronomenteam bestehend aus Scott S. Sheppard, David J. Tholen und Chadwick A. Trujillo der University of Hawaii auf Aufnahmen entdeckt, die mit dem 8,2-m-Reflektorteleskop am Mauna-Kea-Observatorium angefertigt wurden. Die Entdeckung wurde etwa 1½ Jahre später, nachdem genügend Daten gesammelt werden konnten, durch das Minor Planet Center am 20. Januar 2023 bekannt gegeben, der Mond erhielt die vorläufige Bezeichnung S/2021 J 6.

## Bahneigenschaften
S/2021 J 6 umläuft Jupiter in 2 Jahren 2,5 Tagen auf einer stark elliptischen, retrograden Umlaufbahn zwischen 14.974.000 km und 32.006.000 km Abstand zu dessen Zentrum. Die Bahnexzentrizität beträgt 0,363, die Bahn ist 166,5° gegenüber der lokalen Laplace-Ebene von Jupiter geneigt.
Der Mond ist Bestandteil der sogenannten Carme-Gruppe von Jupitermonden, die den Planeten mit Bahnhalbachsen zwischen 22,9 und 24,1 Millionen km, Bahnneigungen zwischen 164,9° und 165,5° und Bahnexzentrizitäten zwischen 0,21 und 0,27 retrograd umrunden.

## Physikalische Eigenschaften
S/2021 J 6 besitzt einen Durchmesser von etwa 1 km. Die absolute Helligkeit des Mondes beträgt 17,3 m.

## Erforschung
Nach seiner Entdeckung ließ sich S/2021 J 6 auf Fotos bis zum 2. Oktober 2010 zurückgehend identifizieren und so sein Beobachtungsbogen um 11 Jahre verlängern; dadurch konnte seine Umlaufbahn genauer berechnet werden. Der Beobachtungszeitraum von S/2021 J 6 erstreckt sich bis zum 15. Oktober 2022. Seither wurde der Planetoid durch verschiedene Teleskope wie das 6,5-m-Magellan-Baade-Teleskop am Las-Campanas-Observatorium, das 8,2-m-Reflektorteleskop am Mauna-Kea-Observatorium, das 4,0-m-CTIO-Reflektorteleskop am Cerro Tololo–Observatorium und das 3,58-m-Teleskop am Canada-France-Hawaii Telescope beobachtet; es liegen insgesamt 11 erdbasierte Beobachtungen über einen Zeitraum von 2 Jahren vor.